# NHL Winter Classic 2020
Das NHL Winter Classic 2020 ist ein Freiluft-Eishockeyspiel, das am 1. Januar 2020 im Rahmen der Saison 2019/20 der National Hockey League (NHL) ausgetragen wurde. Das Spiel wurde im Cotton Bowl in Dallas, Texas, gespielt. Das Spiel war das erste Winter Classic Spiel für die Dallas Stars. Im Spielen gewannen die Stars gegen die Nashville Predators.
Von den 80.000 verfügbaren Karten verkauften die beiden Teams ungefähr 60.000 Karten an Dauerkarteninhaber und andere. Die restlichen 20.000 Karten wurden am 23. April schließlich an die breite Öffentlichkeit verkauft. Innerhalb von einigen Stunden waren alle Karten verkauft. Die Veranstaltung ist offiziell ausverkauft.